# Duby u Richmondu
Duby u Richmondu jsou tři památné stromy duby letní (Quercus robur), které rostou v lázeňské části Karlových Varů v Karlovarském kraji, ve svahu v parku nad hotelem Richmond, nedaleko známé plastiky jelena. Z trojice nad sebou rostoucích dubů je nejmohutnější spodní dub s rozložitou korunou. Obvod jeho kmene měří 489 cm, koruna sahá do výšky 32 m (měření 2014). U prostředního dubu vyniká široká báze kmene se silnými kořenovými náběhy, obvod kmene 441 cm, výška stromu 23 m (měření 2014). Nejmenší z trojice dubů, který roste v trávníku pod lesem, je strom s průběžným kmenem a bohatou korunou.
Duby jsou chráněny od roku 2012 jako stromy významné stářím a vzrůstem.

## Stromy v okolí
- Dvořákův platan
- Sadový platan
- Antonín
- Buky hraběte Chotka